# Regency Enterprises
Regency Enterprises — американская кинокомпания, располагающаяся в Лос-Анджелесе. Основана Арноном Милчэном и Джозефом Патриком Грейсом в 1982 под названием Embassy International Pictures, но затем его пришлось сменить из-за претензий Нормана Мильтона Лира и его Embassy Pictures (также известной как Avco Embassy Pictures с 1975 по 1982 годы).

## New Regency
New Regency Production — продюсерская компания, основанная Арноном Милчэном в 1991 году и является дочерней компанией Regency Enterprises. New Regency Production занимается преимущественно продюсированием кинофильмов, в её активе около 100 работ.
В сентябре 1997 год Милчэн заключил 15-летний договор с 20th Century Fox, тем самым завершив сотрудничество с Warner Bros. News Corporation (ныне The Walt Disney Studios), управляющая 20th Century Fox, вложила в New Regency 200 миллионов долларов в обмен на получение 20 % акций компании. В январе 2011 года Fox и New Regency продлили договор до 2022 года.

## Regency Television
Regency Television — совместное предприятие Regency Enterprises и Fox Television Studios, основанное в 1998 году. Наиболее известные её шоу — это научно-фантастический драматический телесериал Город пришельцев, а также ситкомы Малкольм в центре внимания и Шоу Берни Мака.
17 июля 2007 года Regency Television прекратила своё существование после 10 лет работы. Однако в 17 января 2011 года New Regency анонсировала возобновление деятельности своего телевизионного подразделения после продления договора с компанией 20th Century Fox до 2022 года.

## Инвестиции
- Regency Television (50 %) — совместное предприятие Regency Enterprises и Fox Television Studios.
- BabyFirstTV (30 %) — кабельный канал в США для детей до 3 лет.
- The Israeli Network (?%) — американский кабельный канал.
- Nine Network (?%) — австралийский коммерческий телеканал.
- Channel 10 (?%) — коммерческий телеканал в Израиле.

## Фильмография

### Embassy International Pictures N. V
- Однажды в Америке/Once Upon a Time in America
- Бразилия/Brazil
- Легенда/Legend
- Stripper
- Man on Fire

### Regency International Pictures
- Кто такой Гарри Крамб?
- Большой человек в универсистетском городке
- Война Роузов
- Красотка
- Вопросы и ответы

### 1990-е
- Виновен по подозрению/Guilty by suspect (1991)
- Подмена/Switch (1991)
- Джон Ф. Кеннеди. Выстрелы в Далласе/JFK (1991)
- Исповедь невидимки/Memoirs of an Invisible Man (1992)
- Сила личности/The Power Of One (1992)
- Короли мамбо/The Mambo Kings (1992)
- Черепаший пляж/Turtle Beach (1992)
- В осаде/Under Siege (1992)
- Соммерсби/Sommersby (1993)
- С меня хватит!/Falling Down (1993)
- Сделано в Америке/Made in America (1993)
- Освободите Вилли/Free Wily (1993)
- Той самой ночью/That Night (1993)
- Щелкунчик (1993)
- Небо и земля/Heaven & Earth (1993)
- Шесть степней отчуждения/Six Degrees of Separation (1994)
- Клиент/The Client (1994)
- Прирождённые убийцы/Natural Born Killers (1994)
- Второй лучший/Second Best (1994)
- Кобб/Cobb (1994)
- Парни побоку/Boys on the Side (1995)
- В осаде 2: тёмная территория/Under Siege 2: Dark Territory (1995)
- Освободите Вилли 2/Free Willy 2: The Adventure Home (1995)
- Магазин «Империя»/Empire Records (1995)
- Имитатор/Copycat (1995)
- Схватка/Heat (1995)
- Время убивать/A Time To Kill (1996)
- Жестяной кубок/Tin Cup (1996)
- Автостоянка/Carpool (1996)
- Богус/Bogus (1996)
- Северная звезда/North Star (1996)
- Ловец солнца/Sunchaser (1996)
- Убийство в Белом доме/Murder at 1600 (1997)
- Освободите Вилли 3: Спасение/Free Willy 3: The Rescue (1997)
- Секреты Лос-Анджелеса/L.A. Confidential (1997)
- На грани разрыва/Breaking Up (1997)
- Адвокат дьявола/The Devil’s Advocate (1997)
- Человек, который знал слишком мало/The Man Who Knew Too Little (1997)
- Честная куртизанка/Dangerous Beauty (1998)
- Город ангелов/City of Angels (1998)
- Переговорщик/The Negotiator (1998)
- Прощай, любовник/Goodbye Lover (1998)
- Просто неотразима/Simply Irresistible (1999)
- Западня/Entrapment (1999)
- Бойцовский клуб/Fight Club (1999)
- Сон в летнюю ночь/A Midsummer Night’s Dream (1999)
- Управляя полётами/Pushing Tin (1999)

### 2000-е
- Дом большой мамочки (2000)
- Ослеплённый желаниями (2000)
- Страна тигров (2000)
- Чёрный рыцарь (2001)
- Не говори ни слова (2001)
- Пошел ты, Фредди (2001)
- Ничего себе поездочка (2001)
- Крутой Джо (2001)
- Особо тяжкие преступления (2002)
- Жизнь или что-то вроде того (2002)
- Неверная (2002)
- Сорвиголова (2003)
- К чёрту любовь! (2003)
- Вердикт за деньги (2003)
- Поворот не туда (2003)
- Первая дочь (2004)
- Соседка (2004)
- Гнев (2004)
- Электра (2005)
- Угадай, кто? (2005)
- Мистер и миссис Смит (2005)
- Маленький Манхэттен (2005)
- Дом большой мамочки 2 (2006)
- Киносвидание (2006)
- Фонтан (2006)
- Охранник (2006)
- Добро пожаловать, или Соседям вход воспрещён (2006)
- Элвин и бурундуки (2007)
- Очень эпическое кино (2007)
- Пожарный пес (2007)
- Телепорт (2008)
- Марли и я (2008)
- Знакомьтесь: Дэйв (2008)
- Знакомство со спартанцами (2008)
- Зеркала (2008)
- Фантомы (2008)
- Короли улиц (2008)
- Однажды в Вегасе (2008)
- Война невест (2009)
- Пришельцы на чердаке (2009)
- Бесподобный мистер Фокс (2009)
- Элвин и бурундуки 2 (2009)

### 2010-е
- Мармадюк (2010)
- Рыцарь дня (2010)
- Вампирский засос (2010)
- Любовь и другие лекарства (2010)
- Большие мамочки: Сын как отец (2011)
- Монте-Карло (2011)
- Сколько у тебя? (2011)
- Время (2011)
- Фантом (2011)
- Элвин и бурундуки 3 (2011)
- Город порока (2013)
- Кадры (фильм) (2013)
- Va-банк (2013)
- Двенадцать лет рабства (2013) (дистрибуция в Северной Америке совместно с Fox Searchlight)
- Ной (2014)
- Бёрдмэн (2014)
- Исчезнувшая (2014)
- Игра на понижение (2015)
- Выживший (2015)
- Элвин и бурундуки: Грандиозное бурундуключение (2015)
- Кредо убийцы (2016)
- Лекарство от здоровья (2017)
- Богемская Рапсодия (2018)
- Девушка, которая застряла в паутине (2018)
- Маяк (2019)
- Маленькие женщины (2019)

### 2020-е
- Глубокие воды (2022)
- Варяг (2022)
- Варвар ( 2022)
- Амстердам (2022)
- Байкеры (2023)

### Запланированные
- Splinter Cell
- Скала Фрэгглов